# 대구 봉무정
대구 봉무정(大邱 鳳舞亭)은 대한민국 대구광역시 동구 봉무동에 있는 조선시대의 건축물이다. 1984년 7월 25일 대구광역시의 유형문화재 제8호로 지정되었다. 만년에 학문을 강론하면서 마을 공동체를 유지하려는 뜻이 담긴 공공 건축물이다.

## 개요
조선 고종 12년(1875)에 봉촌 최상룡이 행정사무를 볼 수 있도록 마을사람들과 의논하여 지은 것이다.
원래 이 자리에는 달성군 공산면 4개 마을(강동·독좌·위남·단산)에서 쓰던 초가 사무소가 있었다. 이 4개 마을을 합쳐 봉무동으로 행정구역이 바뀌자 초가를 헐고 이 건물을 지었다.
강당을 중심으로 동쪽에 덕교재, 서쪽에 예용재가 있다. 강당은 농민들의 계몽과 마을 규약 등을 가르치고, 선비들이 모여 시를 짓고 풍류를 즐기던 곳이다. 덕교재와 예용재는 마을사람들이 모여 의논하던 곳이다.
화강석의 둥근 초석 위에 둥근 기둥을 세운 5칸 규모의 집으로 지붕은 옆면이 사람 인(人)자 모양을 한 맞배지붕으로 옆면에 내림지붕을 달았다.
봉무정은 조선 후기의 건축양식을 대표하는 건물이며, 이 시대 공공건물의 예로서 가치를 지니고 있다.

## 참고 자료
- 봉무정 - 국가유산청 국가유산포털